# Alfa Romeo 430
Alfa Romeo 430 – samochód dostawczy produkowany przez włoskiego producenta motoryzacyjnego Alfa Romeo od 1942 do 1950 roku.
Plan konstrukcyjny pojazdu został zatwierdzony przez Ministerstwo Obrony Francji 23 września 1941 roku. Początkowo pojazd był produkowany do celów militarnych jako Alfa Romeo 430RE, wywodzi się od Alfy Romeo 800 RE. Ciężarówki służyły jako pojazdy przeciwlotnicze wyposażone w karabin maszynowy 20 mm (0,8 cala) IF Scotti. Po II wojnie światowej ciężarówka była produkowana w wersji komercyjnej.
Po wydarzeniach z września 1943 r. władze niemieckie zamówiły pojazdy dla swojej armii, ale  anulowali je miesiąc później. Wściekły na tę decyzję, Ugo Gobbato wysłał list do Cesarskiego Ministerstwa Broni, Amunicji i Uzbrojenia Rzeszy, aby bronić swojego projektu. Niemcy powrócili do swojej decyzji, a fabryka Portello była w stanie wyprodukować 99 silników wysokoprężnych Alfa 430 RE w latach 1944–1945.
Istniał również wariant Alfa Romeo 430 A – pierwszy autobus serii Alfa, mimo że został zlecony podwykonawcom SIAI Marchetti, został zbudowany z 561 jednostek, w tym z nadwozia zewnętrznego, w latach 1946–1950. Zaś w latach 1946–1948 powstały tylko 2 trolejbusy Alfa Romeo 430 AF.
Alfa Romeo 430 została wyposażona w 4-cylindrowy, 5,8 litrowy silnik wysokoprężny, który osiąga 80 koni mechanicznych (60 kW) przy 2000 obr./min. Jej maksymalna prędkość wynosi 65 km/h. Długość pojazdu wynosi 5955 mm, szerokość 2130 mm, natomiast wysokość 2580 mm, pojazd waży 3350 kg. Spalanie wynosi 18 km/100 km, a zbiornik paliwa ma pojemność 75 l. Ma napęd na dwa przednie koła. Pojazd posiada dwa miejsca siedzące.